# Zápas o titul mistryně světa v šachu 1981

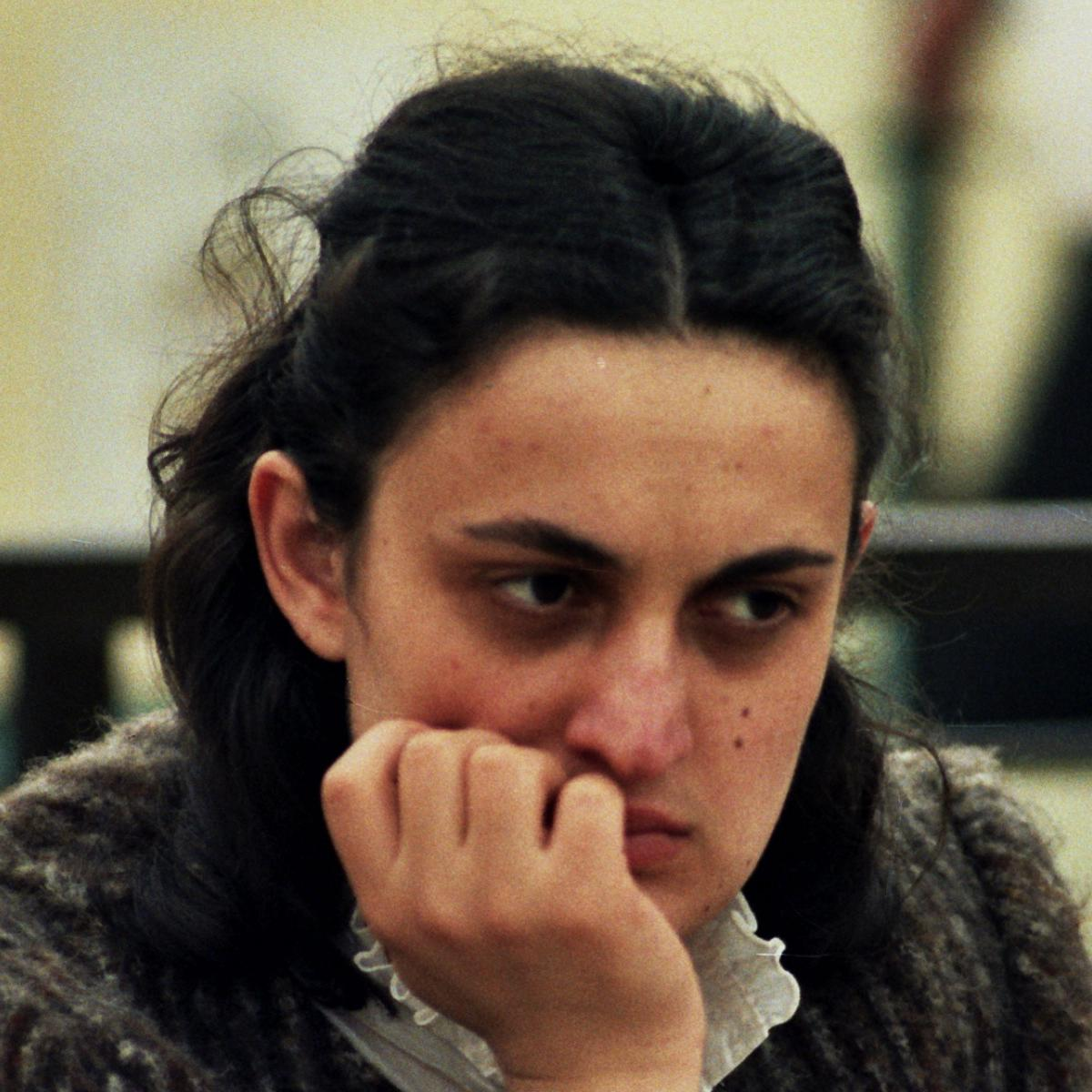
Maja Čiburdanidzeová, mistryně světa v šachu

Dvanáctý zápas o titul mistryně světa v šachu byl první obhajobou titulu ze strany Maji Čiburdanidzeové a zároveň posledním zápasem Nany Aleksandrijové v roli vyzývatelky. Zápas se uskutečnil od 7. září do 30. října roku 1981 v Bordžomi a v Tbilisi v Sovětském svazu. Hlavním rozhodčím byl Miroslav Filip z Československa, sekundanti Čiburdanidzeové Vladimir Ochotnik, Alexandr Vejngold a Igor Polovodin a sekundanti Aleksandrijové Mark Dvoreckij, D. Džanojev a Viktor Gavrikov. Zápas byl velmi vyrovnaný. První polovinu vyhrála 4,5:3,5 obhájkyně a druhou stejným poměrem vyzývatelka. Nicméně o titulu rozhodla již 15. partie, ve které získala Čiburdanidzeová osmý bod, což k obhajobě stačilo. Zápas skončil remízou 8:8 a byl v tomto směru prvním v historii.

## Tabulka
| č. | Šachistka            | Země          | 1 | 2 | 3 | 4 | 5 | 6 | 7 | 8 | 9 | 10 | 11 | 12 | 13 | 14 | 15 | 16 |  | + | − | = | Body |
| -- | -------------------- | ------------- | - | - | - | - | - | - | - | - | - | -- | -- | -- | -- | -- | -- | -- |  | - | - | - | ---- |
| 1  | Maja Čiburdanidzeová | Sovětský svaz | ½ | ½ | ½ | ½ | 0 | 1 | 1 | ½ | 1 | 0  | 0  | ½  | ½  | ½  | 1  | 0  |  | 4 | 4 | 8 | 8    |
| 2  | Nana Aleksandrijová  | Sovětský svaz | ½ | ½ | ½ | ½ | 1 | 0 | 0 | ½ | 0 | 1  | 1  | ½  | ½  | ½  | 0  | 1  |  | 4 | 4 | 8 | 8    |